# Break My Soul
«Break My Soul» (estilizado en mayúsculas) es una canción de la cantante y compositora estadounidense Beyoncé. Fue lanzado el 20 de junio de 2022, a través de Sony Music Entertainment, Parkwood y Columbia, como el sencillo principal del séptimo álbum de estudio de Beyoncé Renaissance (2022).

## Antecedentes
En una entrevista con British Vogue en junio de 2022, Beyoncé anunció su próximo séptimo álbum de estudio, Renaissance, que se lanzaría el 29 de julio y lo llamó «su proyecto musical más ambicioso hasta la fecha». El título de la canción y su fecha de lanzamiento se revelaron a través de las biografías de las redes sociales de la cantante el 20 de junio de 2022; no se hizo ningún otro anuncio. Varios servicios de streaming, incluidos Spotify,  Apple Music y Tidal confirmaron de inmediato la noticia.

## Lanzamiento
Originalmente destinado a ser lanzado a la medianoche, hora del este, del 21 de junio para coincidir con el solsticio de junio de 2022, la canción se lanzó al servicio de streaming de música Tidal y YouTube dos horas antes, el 20 de junio.
«BREAK MY SOUL» marca el primer lanzamiento de un sencillo de un álbum de estudio en solitario de Beyoncé en seis años.

## Composición
El escritor de Pitchfork, Matthew Strauss, describió la canción como «una canción de baile que pretende marcar el comienzo de una nueva era con nuevos himnos». Mikael Wood de Los Angeles Times calificó la canción como «un atasco de house al estilo de la década de 1990» con letras que conectan la canción «explícitamente con sus raíces en las comunidades negras y queer». La escritora de NME, Kyann-Sian Williams calificó la canción de «regreso a la confianza que abraza el nu-disco». Jack King de GQ la llamó «la madre de todas las melodías dance-pop».Tara Joshi de The Guardian la llamo "pedazo bulliciosa y eufórica de diva house de los años 90s."
Líricamente, la canción ve a Beyoncé «usando su voz más gruñona para describir una búsqueda de liberación de un trabajo aplastante... y una pandemia que pone los nervios de punta» y está «llena de líneas amigables para la pista de baile... y una exhortación repetida de "Todo el mundo".» En el coro, «el título está invertido» mientras Beyoncé canta «No me romperás el alma».
Los fanáticos y los medios de comunicación establecieron conexiones entre letras como «Ahora me acabo de enamorar/ Y simplemente renuncié a mi trabajo» y la Gran Renuncia, un aumento en el número de estadounidenses que dejan sus trabajos debido al estancamiento salarial y la insatisfacción con las condiciones laborales.
La canción samplea de manera destacada la canción bounce de Big Freedia de 2014 «Explode» y el sencillo house-pop de Robin S, lanzado en 1993 «Show Me Love».

## Recepción de la crítica
En una reseña de cinco estrellas para i, Lauren O'Neill describió «Break My Soul» como un «regreso que llena el piso» que te hace «ceder a los impulsos de tu cuerpo y perderte en él». O'Neill elogió a Beyoncé por explorar nuevos sonidos en la pista, mientras empleaba su impresionante voz y sus habilidades de rap «para ofrecer algo que se siente completamente nuevo y aún completamente propio». Jem Aswad de Variety describió la canción como muy esperada por los fanáticos de Beyoncé, llamándola «una pista de baile impulsora», antes de reconocer el gancho «tintineante» e «insistente» de la canción.
Julianne Escobedo Shepherd, de Pitchfork, calificó el tema de «liberación de la pista de baile» que presenta a «Beyoncé como una ISRS, en su intento de calmar la depresión generalizada y el estrés aplastante». Continúa destacando la posición de la canción en un linaje de la música house vocal y la «tradición queer negra», llamándola un «palimpsesto [con] evocaciones y sonidos estratificados en las memorias de los sentidos de las cabezas de club».
En su artículo para Billboard, Larisha Paul destacó la «duración de casi cinco minutos de la canción en una era de streaming algorítmico en la que incluso aventurarse más allá de tres minutos parece un riesgo». Además, elogió la producción por «permitir que el disco respire, cambiando la urgencia apresurada y abarrotada por ritmos de alta energía y four-to-the-floor».

## Impacto
El muestreo de la canción «Show Me Love» de Robin S. hizo que varios sellos discográficos, empresas y otros artistas preguntaran por la licencia de las grabaciones maestras de la canción para diversos fines. Robin S. también elogió a Beyoncé por el reconocimiento y la apreciación de su música, calificándolo como «uno de los mayores elogios de la historia».

## Premios y nominaciones
| Año  | Ceremonia                          | Premio                                            | Resultado | Referencia |
| ---- | ---------------------------------- | ------------------------------------------------- | --------- | ---------- |
| 2022 | American Music Awards              | «Canción favorita de R&B»                         | Nominada  | [ 22 ]     |
| 2022 | MTV Video Music Awards             | «Canción del verano»                              | Nominada  | [ 23 ]     |
| 2022 | Soul Train Music Awards            | «Canción del año»                                 | Ganador   | [ 24 ]     |
| 2022 | Soul Train Music Awards            | «Premio Ashford & Simpson a la canción de autor»  | Nominado  | [ 24 ]     |
| 2022 | People's Choice Awards             | «La canción de 2022»                              | Nominada  | [ 25 ]     |
| 2022 | Capricho Awards                    | «Hit internacional del año»                       | Nominado  | [ 26 ]     |
| 2023 | 65.ª edición de los Premios Grammy | «Grabación del año»                               | Pendiente | [ 27 ]     |
| 2023 | 65.ª edición de los Premios Grammy | «Canción del año»                                 | Pendiente | [ 27 ]     |
| 2023 | 65.ª edición de los Premios Grammy | «Mejor grabación dance/electrónica»               | Ganador   | [ 27 ]     |
| 2023 | 65.ª edición de los Premios Grammy | «Mejor grabación remezclada» (Terry Hunter remix) | Pendiente | [ 27 ]     |
| 2023 | Premios Brit de 2023               | «Canción internacional del año»                   | Ganador   | [ 29 ]     |

## Créditos y personal
Créditos adaptados de Tidal.
- Beyoncé – voz, producción, producción vocal
- Tricky Stewart – producción
- The-Dream – producción
- Freddie Ross – coros
- Jens Christian Isaken – coproducción
- The Samples Choir – coro
- Jason White – director
- Andrea Roberts – ingeniería
- John Cranfield – ingeniería
- Matheus Braz – asistente de ingeniería
- Colin Leonard – masterización
- Stuart White – mezcla, grabación
- Brandon Harding – grabación
- Chris McLaughlin – grabación, coros

## Historial de lanzamiento
| Región         | Fecha               | Formato(s)                                             | Sello(s) discográfico(s) | Ref.          |
| -------------- | ------------------- | ------------------------------------------------------ | ------------------------ | ------------- |
| Varios         | 20 de junio de 2022 | Descarga digital streaming                             | Parkwood Columbia        | [ 1 ]         |
| Italia         | 24 de junio de 2022 | Radio airplay                                          | Sony                     | [ 31 ]        |
| Estados Unidos | 27 de junio de 2022 | Radio contemporánea para adultos                       | Columbia                 | [ 32 ]        |
| Estados Unidos | 28 de junio de 2022 | Radio rítmica contemporánea radio urbana contemporánea | Columbia                 | [ 33 ] [ 34 ] |